# Sash!
Sash! – niemiecki projekt muzyczny pod kierownictwem Saschy Lappessena. Zasłynął z takich hitów jak Ecuador, Colour The World, Adelante czy Ganbareh.
Sascha Lappessen urodził się w czerwcu 1970 roku w Nettetal koło Mönchengladbach. W dzieciństwie z pasją grał w piłkę nożną. Otrzymał nawet propozycję trenowania w Borussii, ale poprzez sugestię ojca zrezygnował z profesjonalnych treningów. Zainteresował się tworzeniem muzyki i już niebawem został DJ-em w jednym z dużych niemieckich klubów. Jego pierwszy utwór, "Careca-Indian Rave", nagrany wspólnie z Thomasem Alissonem i Kappmeierem, ukazał się w 1994 roku. Po roku panowie zaczęli znowu współpracować i w ten sposób narodził się projekt Sash!. "It's My Life" z 1995 roku to ich pierwszy singiel, który stał się hitem w europejskich klubach. Prawdziwym przełomem był jednak "Encore Un Fois" wydany rok później. Sash! zyskał popularność także w USA (wielokrotnie nr 1 na Billboard Dance Chart), Nowej Zelandii, Australii i Afryce Południowej. Tworzył remiksy wielu innym wykonawcom (Jean Michel Jarre, Kylie Minogue, 2 Unlimited, Todd Terry, OMD). W ciągu 10 lat kariery sprzedał 17 milionów płyt na całym świecie.
Sascha Lappessen, który nie lubi atmosfery otaczającej wielkie gwiazdy, mieszka w ciszy i spokoju, w domu z basenem i sauną w swoim rodzinnym Nettetal.

## Dyskografia

### Albumy
- 1997: It's My Life - The Album
- 1998: Life Goes On
- 2000: Trilenium
- 2000: Encore Une Fois - The Greatest Hits
- 2002: S4!Sash!
- 2007: 10th Anniversary
- 2008: The Best Of .
- 2012: Life Is a Beach
- 2013: Life Changes

### Single
- 1996 "It's My Life"
- 1997 "Encore Une Fois" (feat. Sabine Ohmes)
- 1997 "Ecuador" (feat. Rodriguez)
- 1997 "Stay" (feat. La Trec)
- 1998 "La Primavera" (feat. Patrizia Salvatore)
- 1998 "Mysterious Times" (feat. Tina Cousins)
- 1998 "Move Mania" (feat. Shannon)
- 1999 "Colour the World" (feat. Dr. Alban)
- 1999 "Adelante" (feat. Rodriguez & Peter Faulhammer)
- 2000 "Just Around The Hill" (feat. Tina Cousins)
- 2000 "With My Own Eyes" (feat. Inka)
- 2002 "Ganbareh!" (feat. Mikio)
- 2002 "Run" (feat. Boy George)
- 2002 "The Sunset" (feat. Georgina Collins)
- 2002 "I Believe" (feat. TJ Davis)
- 2005 "Ecuador 2005"
- 2007 "Ecuador Reloaded" (feat. Adrian Rodriguez)
- 2008 "Mysterious Times" (feat. Tina Cousins)
- 2008 „Raindrops (encore une fois)” (feat. Stunt)
- 2009 "Now It's Time"
- 2010 "All Is Love" (feat. Jessy)
- 2011 "Mirror Mirror" (feat. Jean Pearl)
- 2012 "What Is Life"
- 2013 "Summer's Gone" (feat. Tony T)
- 2013 "The Secret" (feat. Sarah Brightman)
- 2014 "Can't Change You" (feat. Plexihones)
- 2014 "Encore Une Fois 2014" (with Jack Holiday)
- 2016 "Ecuador 2016" (feat. Olly James)
- 2021 "Coming Home" (feat. Shayne Ward)
- 2021 "Walking The Wire (feat. Christina Novelli)
- 2022 "Rainbow" (feat. Nicole Scholz)
- 2022 "Never Be Alone" (with Gabry Ponte)
- 2022 "I Believe 2022" {with Deepaim)
- 2023 "The Ultimate Seduction" (feat. Sir Danny Cool & C'hantal)
- 2023 "Rock My Body” (oraz Inna, R3hab) – platynowa płyta w Polsce[1]